# Санта-Комбіня
Санта-Комбіня (порт. Santa Combinha; МФА: [ˈsɐ̃.tɐ kõ.ˈbi.ɲɐ]) — парафія в Португалії, у муніципалітеті Маседу-де-Кавалейруш. Розташована в північно-східній частині країни, на теренах історичної португальської провінції Трансмонтана. Входить до складу округу Браганса. За адміністративним поділом, чинним до 1976 року, терени парафії були складовою провінції Трансмонтана і Верхнє Дору. Належить до Брагансько-Мірандської діоцезії Католицької церкви. Патрон — Колумба Кордовська. Площа — 5,0106 км². Населення — 56 ос. (2011). Слабо урбанізований регіон. Густота населення — 11,18 осіб/км²
. Код — 040527.

## Населення
| Кількість мешканців | Кількість мешканців | Кількість мешканців | Кількість мешканців | Кількість мешканців | Кількість мешканців | Кількість мешканців | Кількість мешканців | Кількість мешканців | Кількість мешканців | Кількість мешканців | Кількість мешканців | Кількість мешканців | Кількість мешканців | Кількість мешканців |
| ------------------- | ------------------- | ------------------- | ------------------- | ------------------- | ------------------- | ------------------- | ------------------- | ------------------- | ------------------- | ------------------- | ------------------- | ------------------- | ------------------- | ------------------- |
| 1864                | 1878                | 1890                | 1900                | 1911                | 1920                | 1930                | 1940                | 1950                | 1960                | 1970                | 1981                | 1991                | 2001                | 2011                |
| 155                 | 178                 | 191                 | 152                 | 161                 | 126                 | 137                 | 157                 | 172                 | 178                 | 130                 | 104                 | 88                  | 72                  | 56                  |